# Matei Drăghiceanu
Matei Drăghiceanu (n. 15 mai 1844, Târgoviște – d. 2 mai 1939, București) a fost un academician român, inginer, geolog, membru de onoare al Academiei Române (începând cu 21 decembrie 1935).
A fost profesor de matematică la Sfântu Sava.
Cea mai valoroasă scriere a sa a fost Elemente de cosmografie în usul școalelor secundare, apărută în 1886.